# Поэтика (Скалигер)
«Поэтика» (лат. Poetices libri septem, буквально «семь книг поэтики») — трактат Юлия Цезаря Скалигера по теории литературы. Издан в Лионе в 1561 г. (через три года после смерти автора).
«Поэтика» оказала значительное влияние на французских теоретиков классицизма. В концепции Скалигера выделяют три принципа, отчасти противоречащих друг другу:
1. гуманистический принцип подражания абсолютному стилевому образу (его задаёт Вергилий);
2. неоплатонический принцип художественного гения, создающего «вторую», лучшую природу;
3. аристотелевский принцип подражания природе

Для Скалигера остаётся незыблемой максима Горация «развлекая, поучать», поэзия для него в первую очередь «весёлая наука» (лат. doctrina jucunda).

## Содержание
Трактат состоит из семи книг:
1. Historicus (история и теория жанров, цели подражания)
2. Hyle (букв. «материя»; способы подражания: формы стиха, лексика и т. д.)
3. Idea (персонажи)
4. Parasceve (стиль и поэтические фигуры)
5. Criticus (сопоставительные сравнения греческих и латинских авторов, Гомера и Вергилия)
6. Hypercriticus (очерк истории латинской поэзии)
7. Epinomis (приложение)

Скалигер делит словесность по трём категориям:
- необходимое (философия)
- полезное (риторика)
- приятное (поэзия)

## Известная цитата
Aristoteles imperator noster, omnium bonarum artium dictator perpetuus.

Аристотель наш император, вечный диктатор всех искусств.

## Интересный факт
Уже в 1586 году в иезуитский учебник Ratio studiorum было включено задание: «В каком отношении следует предпочесть Вергилия Гомеру, а Горация Пиндару? Отвечайте со ссылкой на Скалигера, книги 5 и 6.»